# Gmina Miastko
Die Gmina Miastko [ˈmʲastkɔ] ist eine Stadt-und-Land-Gemeinde im Powiat Bytowski der Woiwodschaft Pommern in Polen. Sie umfasst eine Fläche von 467,2 km² und zählt etwa 19.750 Einwohner. Ihr Sitz ist die gleichnamige Stadt (deutsch Rummelsburg i. Pom.) mit 10.632 Einwohnern (Stand 31. Dez. 2016).

## Geographie
Die Landgemeinde liegt in Hinterpommern, am Fluss Studnica (Stüdnitz) in einer bergigen Landschaft, etwa 50 Kilometer südöstlich der Stadt Koszalin (Köslin) und 50 Kilometer südlich der Stadt Słupsk (Stolp).

## Geschichte
Infolge mehrerer Verwaltungsreformen kamen Miastko (als Sitz eines Powiats) und das Gemeindegebiet 1945 in die Woiwodschaft Danzig, 1946 in die Woiwodschaft Stettin, 1950 in die Woiwodschaft Koszalin. Die nächste Reform brachte Miastko und seinen Rejon 1975 zur Woiwodschaft Słupsk. Seit 1999 gehört die Stadt-und-Land-Gemeinde (gmina miejsko-wiejska) Miastko zum Powiat Bytowski der Woiwodschaft Pommern.

### Partnerschaften
Seit 2000 besteht eine Städtepartnerschaft mit Bad Fallingbostel. Daneben gibt es eine Partnerschaft mit dem französischen Périers.
Miastko ist Mitglied im Partnerschaftsbund der Euroregion Pomerania.

## Verkehr
Der Bahnhof Miastko wie auch die Haltepunkte Słosinko und Kawcze liegen an der Bahnstrecke Piła–Ustka. Die Bahnstrecke Bütow–Rummelsburg mit weiteren Halten im heutigen Gemeindegebiet besteht seit 1945 nicht mehr.

## Gliederung
Zur Stadt-und-Land-Gemeinde Miastko gehören eine Stadt, 30 Schulzenämter mit je einer oder zwei namensgebenden Ortschaften sowie weitere Ortschaften:
Stadt
- Miastko (Rummelsburg)

Schulzenämter 
| - Biała (Bial) - Bobięcino (Papenzin) - Chlebowo (Kornburg) - Czarnica (Scharnitz) - Dolsko (Dulzig) - Dretyń (Treten) - Dretynek-Trzcinno (Tretenwalde-Rohr) - Głodowo (Gloddow) - Kamnica (Kamnitz) - Kawcze (Kaffzig) - Kwisno-Szydlice (Gewiesen-Heinrichsbrunn) - Lubkowo (Georgendorf) - Miłocice (Falkenhagen) - Okunino-Kowalewice (Wocknin-Julienhof) - Pasieka (Karlstal) | - Piaszczyna (Reinwasser) - Popowice (Puppendorf) - Przęsin-Zadry (Hansberg-Jacobshausen) - Role-Wiatrołom (Grünwalde-Viartlum) - Słosinko (Reinfeld R) - Świerzenko (Klein Schwirsen) - Świerzno (Groß Schwirsen) - Świeszyno (Schwessin) - Turowo (Steinau) - Tursko (Turzig) - Wałdowo (Waldow) - Węgorzynko (Vangerinenhof) - Wołcza Mała (Klein Volz) - Wołcza Wielka (Groß Volz) - Żabno (Saaben) |

Weitere Ortschaften
| - Białuń (Biallen) - Borzykowo (Voßflöte) - Byczyna (Bütschen) - Cicholas (Schlößchen) - Cieszanowo (Petershof) - Cisy (Alt Julienhof) - Domanice (Charlottenhof) - Gatka (Gadgen) - Gołębsko (Wernershof) - Gomole (Gomellental) - Grądzień (Gründen) - Jeżewsko (Gesifzig) - Kawczyn (Kaffziger Mühle) - Klewno (Klöwstein) - Kołacin (Louisenhof) - Krzeszewo (Buchthal) - Łąkoć (Alt Fließhof) - Łaziska - Lipczyno (Lepzin) - Łodzierz (Hanswalde) | - Łosośniki (Lauterbach Fh.) - Malęcino (Mallenzin) - Męciny (Waldower Mühle) - Obrowo (Friederikenfelde) - Olszewiec (Wolschewitz) - Ostrowo (Alt Wustrow Mühle) - Ponikła (Ponickel) - Potok (Pottack) - Potok Młyn (Pottack Mühle) - Pożyczki (Juliushof) - Przemkowo (Antoinettenhof) - Przeradz (Heinrichsdorf) - Stachowo (Stachswalde) - Studnica (Altemühle) - Świeszynko (Neu Schwessin) - Toczeń (Magdalenenhöhe) - Trzebieszyno (Klarashöhe) - Węglewo (Marienhütte) - Zajączkowo (Jägerhaus I) - Znakowo (Schnakenkaten) |